# Proglas
Proglas (en alfabet glagolític de l'antic eslau Ⱂ ⰓⰃⰎⰀⰔⰟ, Ciríl·lic Прогласъ; que significa prefaci) és una traducció dels quatre Evangelis. Fou escrit pels sants Ciril i Metodi entre els anys 863 i 867 a la Gran Moràvia, el que avui dia és Moràvia i Eslovàquia. Proglas és considerat com el primer poema escrit en antic eslau.